# شینیچی فوجیتا
شینیچی فوجیتا (انگلیسی: Shinichi Fujita؛ زادهٔ ۱۰ آوریل ۱۹۷۳) بازیکن فوتبال اهل ژاپن است.
از باشگاه‌هایی که در آن بازی کرده‌است می‌توان به باشگاه فوتبال آلبیرکس نیگاتا اشاره کرد.